# Monte Vecchio
Il Monte Vecchio è una montagna delle Alpi Marittime alta 1.920 m s.l.m..

## Geologia
Il monte vecchio è formato in prevalenza da rocce calcaree risalenti al Triassico medio. Per i geologi la montagna dà il nome all'"Unità del Monte Vecchio", che stratigraficamente risulta ricoperta in parte dalle vicine unità della Besimauda e del Marguareis.

## Descrizione

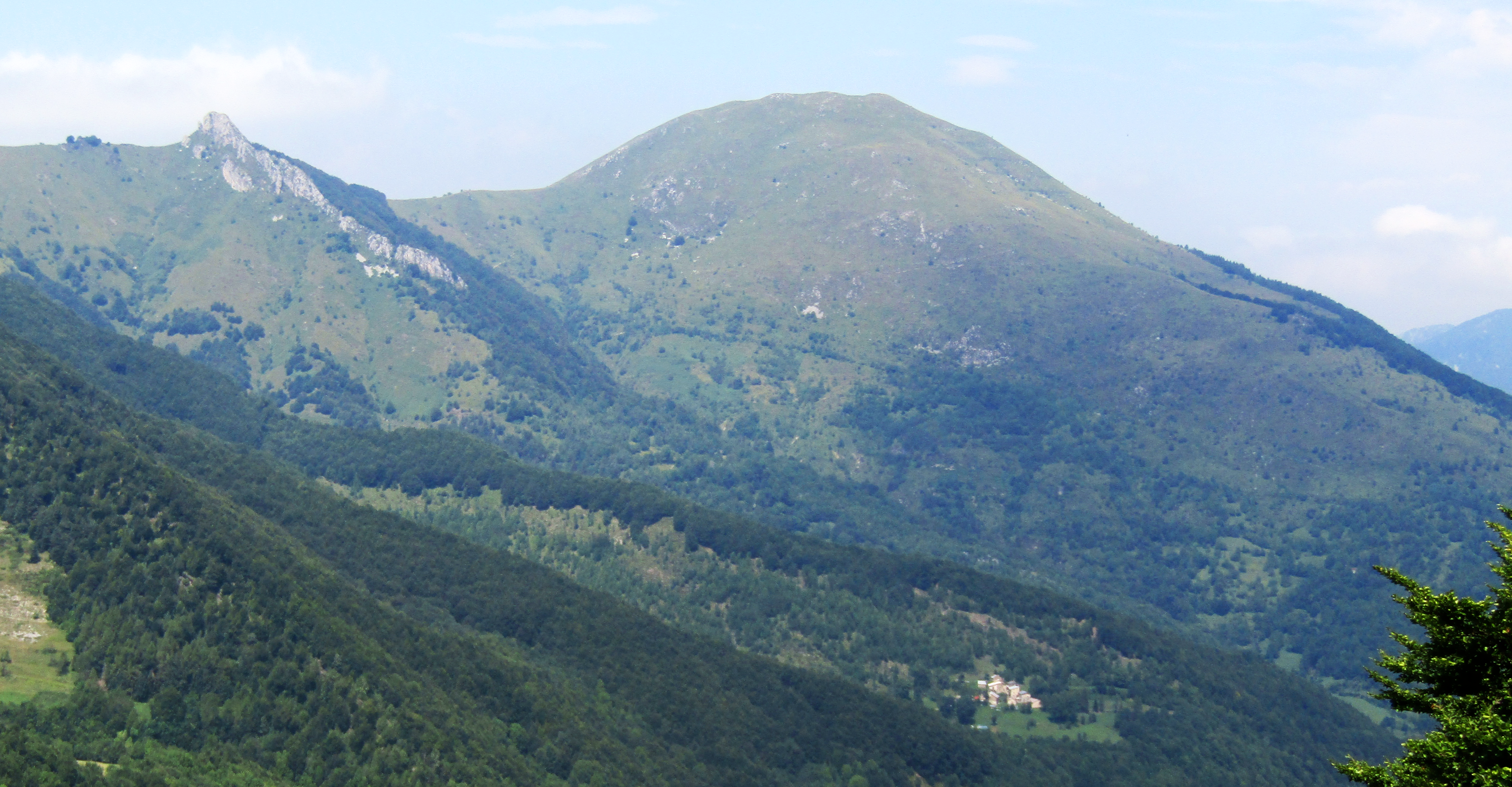
Il Monte Vecchio e, a sinistra, il Bric Castea

La montagna si trova sulla costiera che divide il solco principale della Valle Vermenagna dalla sua principale diramazione, la Valle Grande di Palanfrè. Verso sud-ovest il crinale perde quota con il Colle Arpiola (1.700 m) prima di risalire verso il roccioso Bric Castea (1.800 m) e il Bec Baral. A nord-est lo spartiacque, dopo il Colletto di Cagera prosegue con la Roccia del Pino (1.603 m) e si esaurisce poi sul fondovalle tra Vernante e Limone. Il Monte Vecchio domina da ovest l'abitato di Limone Piemonte ed è caratteristico per la sua forma piuttosto arrotondata ed i suoi ampi pendii prativi. La prominenza topografica della montagna è di 220 metri ed è data dalla differenza di quota tra la vetta (1.920 m) e il punto di minimo situato in corrispondenza del Colle Arpiola (1.700 m). Il suo punto culminante è segnato da una croce di vetta con fissata alla base una cassettina metallica contenente il relativo libro di vetta. Il 6 agosto 2021, festa della Trasfigurazione, è stata incastonata nella croce una statuetta della Vergine Maria.

## Storia

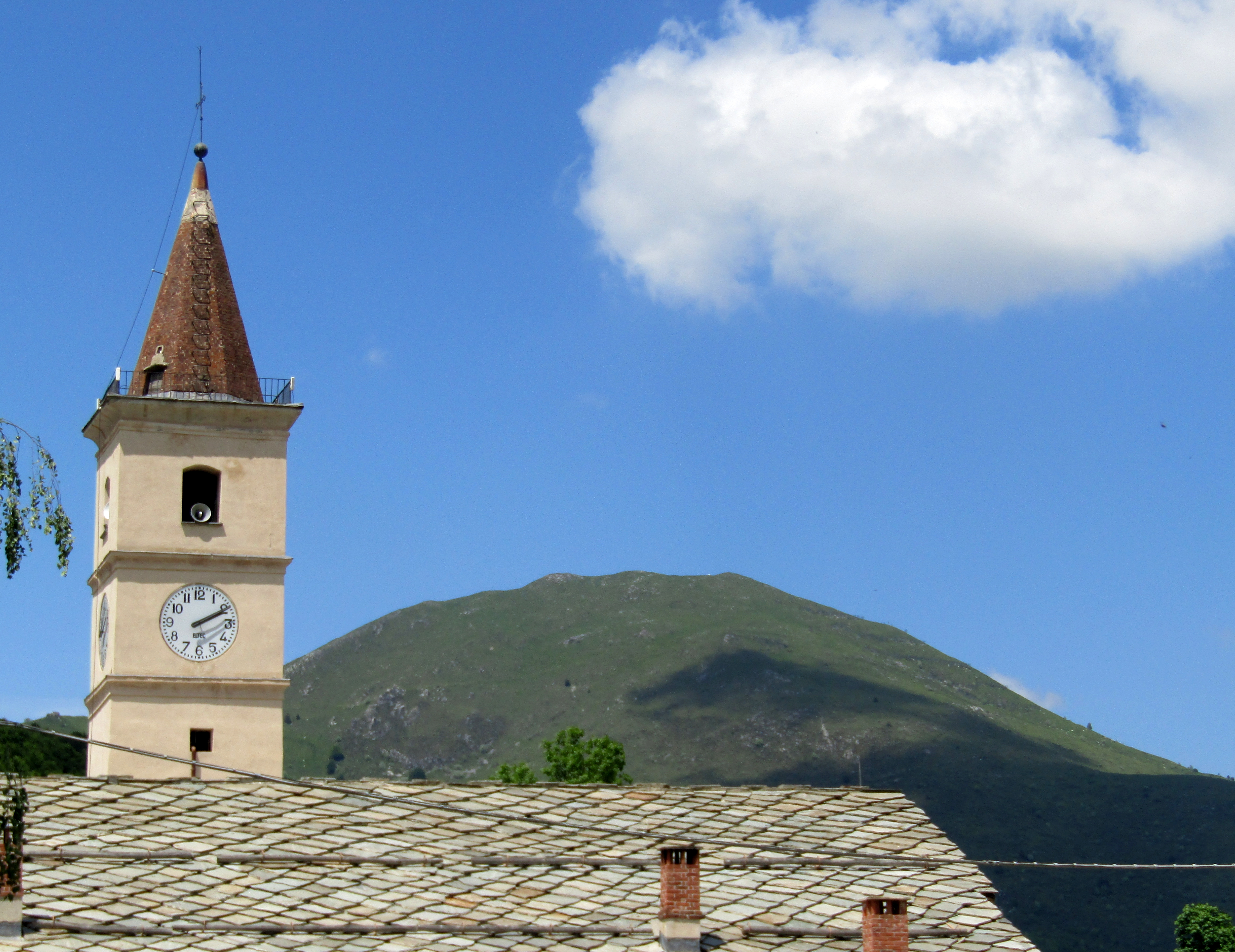
Vista da Limontetto

Nel luglio del 1794 una postazione militare sabauda collocata sul Monte Vecchio venne occupata dall'esercito francese nell'ambito delle operazioni belliche che portarono alla conquista di Limone.

## Accesso alla vetta

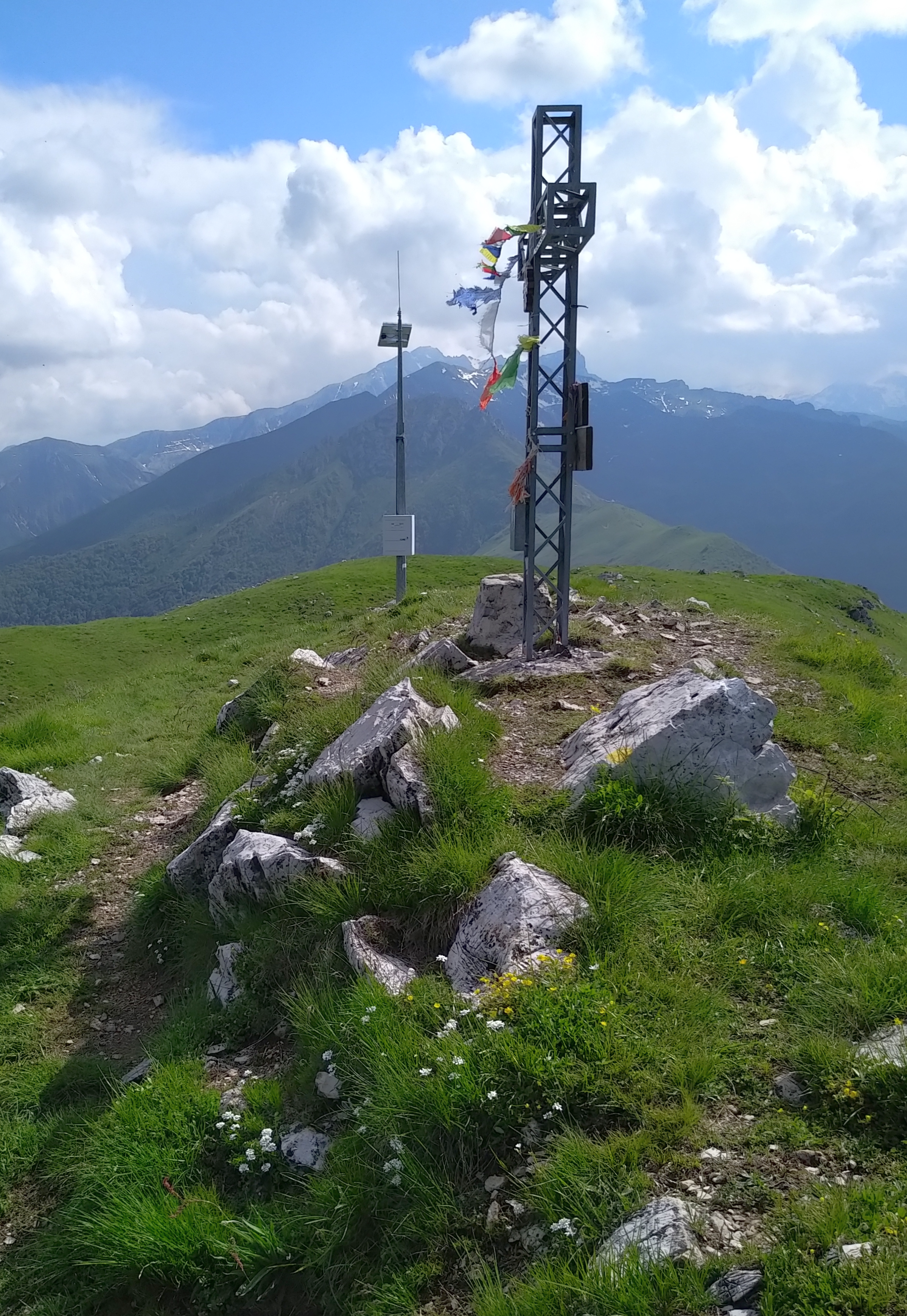
La cima del monte

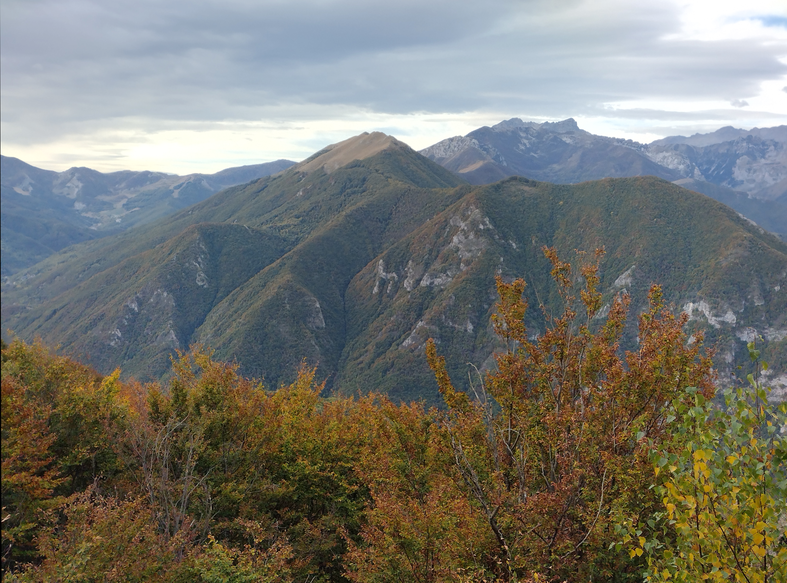
La montagna vista dalla Punta Gutzart, sul lato opposto della val Vermenangna

La montagna è facilmente accessibile per sentiero. Uno degli itinerari più noti parte da Limone Piemonte e raggiunge la cima per il crinale sud-ovest dopo essere transitato per il Colle dell'Arpiola.